# MV San Demetrio
MV San Demetrio – brytyjski zbiornikowiec motorowy, wsławiony epizodycznym wydarzeniem bitwy o Atlantyk podczas II wojny światowej. Został zbudowany w roku 1938 na zamówienie Eagle Oil and Shipping Company w Glasgow przez stocznię Blythswood Shipbuilding Company, gdzie powstały również jego siostrzane San Conrado (1936) i San Cipriano (1937).
W 1940 roku został − w wyniku nieprzyjacielskiego ataku na konwój − uszkodzony, opuszczony przez załogę, która jednak później wróciła, uratowała i doprowadziła statek do portu. Epizod ten stał się kanwą filmu fabularnego San Demetrio London z roku 1943, jednego z niewielu obrazów opowiadających o załogach statków flot handlowych w czasie wojny.

## W konwoju HX-84
San Demetrio został załadowany 11 200 tonami gazoliny lotniczej w Galveston w Teksasie, a jego portem przeznaczenia było Avonmouth w Anglii. Był jednym z 38 statków, z których − dla przejścia przez Atlantyk − sformowano konwój HX-84, i wraz z nim opuścił 28 października 1940 roku port Halifax w Kanadzie. Dwa kanadyjskie niszczyciele HMCS „Columbia” (I49) i „St. Francis” (I93) osłaniały konwój na wodach kanadyjskich, lecz na otwartym oceanie zawróciły i jedynym obrońcą statków stał się krążownik pomocniczy HMS „Jervis Bay” — przebudowany liniowiec pasażerski uzbrojony w siedem przestarzałych (z okresu I wojny światowej) dział 6-calowych (152 mm) i dwa 3-calowe (76 mm) działa przeciwlotnicze.

## Admiral Scheer atakuje
Strategiczne plany wojenne III Rzeszy zakładały, że w przypadku zaangażowania się w konflikt Wielkiej Brytanii, Kriegsmarine rozpocznie − celem osłabienia i wyeliminowania jej z walki − zwalczanie środków handlu morskiego na liniach zarówno transeuropejskich, jak i transatlantyckich, czym zająć miały się okręty podwodne. Tymczasem, gdy 3 września 1939 roku rozpoczęła się wojna morska, niemieckie Kierownictwo Wojny Morskiej (Seekriegsleitung − SKL) było do niej zupełnie nieprzygotowane. Kriegsmarine dysponowała jedynie dwudziestoma trzema U-Bootami zdolnymi do działań na otwartym oceanie. W tej sytuacji SKL postanowiło zintensyfikować prace nad przygotowaniem floty rajderów (Hilfkreuzer). Niektóre z nich − Atlantis, Orion, Widder, Thor, Pinguin, Komet i Kormoran − wyszły w morze wiosną/latem 1940 roku i do listopada 1941 zatopiły lub zdobyły 97 statków o łącznym tonażu 658 976 BRT. W oczekiwaniu na efekty ich działań postanowiono wysyłać do akcji przeciw statkom handlowym przeciwników posiadane okręty nawodne. Takim, w 1940 roku, był pancernik kieszonkowy „Admiral Scheer”.
5 listopada „Admiral Scheer” odnalazł konwój na środku Atlantyku  i zaatakował. Komandor Edward Fegen, dowódca HMS „Jervis Bay”, bez wahania skierował swój krążownik przeciw rajderowi by spowolnić jego akcję i pozwolić konwojowi rozproszyć się celem szukania ucieczki. „Jervis Bay” nie miał najmniejszych szans wobec dział 280 mm napastnika, ale walczył przez 22 minuty  dopóki nie został zatopiony wraz ze 190 członkami załogi. Poświęcenie krążownika pomocniczego pozwoliło uciec większości frachtowców konwoju HX-84, za co Fegen otrzymał pośmiertnie Krzyż Wiktorii.
Teraz „Admiral Scheer” starał się zatopić jak najwięcej statków uchodzącego konwoju przed zapadnięciem ciemności. „San Demetrio” został trafiony kilkoma pociskami, które zniszczyły mostek kapitański i nadbudówkę na rufie stawiając cały górny pokład w płomieniach. Jednak, pomimo eksplozji pocisków i spowodowanego przez nie pożaru, łatwopalny ładunek statku nie wybuchł. Kapitan Waite, obawiając się mimo to, że paliwo lotnicze może lada chwila wylecieć w powietrze, kazał załodze opuścić pokład. Ciągle pod ostrzałem rajdera załoga odpłynęła w dwóch łodziach ratunkowych, gdy tymczasem niemiecki pancernik porzucił płonący cel i zaczął szukać innych ofiar pośród statków błyskawicznie rozpraszającego się konwoju .

## Ratunek
W nocy obie łodzie rozdzieliły się; ta z nich, w której znajdował się kapitan i 25 ludzi, została podjęta przez inny statek płynący do Nowej Fundlandii. 16 ludzi, wśród których znajdowali się II oficer Arthur G. Hawkins i I mechanik Charles Pollard, dryfowało w drugiej łodzi całą dobę, kiedy niespodziewanie dostrzegli w dali płonący statek. Ku ich zdziwieniu okazało się, że to „San Demetrio”, który nie eksplodował, nie zatonął i nadal utrzymywał się na wodzie. Marynarze mieli teraz do wyboru: ryzykować śmierć z zimna na łodzi, czy wrócić na pokład i walczyć z ogniem. Wybrali to drugie, musieli jednak pozostać w łodzi, bo płomienie i stan morza nie pozwalały na podjęcie takiego ryzyka. Dopiero po kolejnej nocy w porywach lodowatego wiatru uznali, że muszą za wszelką cenę dostać się na pokład .
7 listopada rano okazało się, że „San Demetrio” oddalił się z wiatrem o około 5 Mm od łodzi, marynarze postawili więc żagiel, doścignęli zbiornikowiec i wdrapali się na pokład od strony rufy. Udało im się ugasić pożar, uruchomić silnik pomocniczy, z jego pomocą pompy i prądnicę, a w końcu zapasową maszynkę sterową . Aparatura radiowa, mapy ani instrumenty nawigacyjne nie przetrwały pożaru, załoga próbowała więc orientować się w położeniu obserwując błyski pojawiającego się za chmurami słońca . Przeprowadzili swój statek przez pozostałą do przejścia część oceanu zmagając się z niebezpieczeństwem U-Bootów i z fatalną pogodą. Po siedmiu dniach dotarli na Morze Irlandzkie, skąd − już pod osłoną własnych okrętów − dopłynęli do ujścia rzeki Clyde. Odrzucili, ze względu na koszt, ofertę holowników i weszli do portu o własnych siłach 16 listopada .
Mimo zniszczeń i pożaru „San Demetrio” stracił nie więcej jak 200 ton swego łatwopalnego ładunku. Była też tylko jedna ofiara śmiertelna, marynarz John Boyle, który poranił się skacząc do łodzi podczas ewakuacji statku i mimo opieki czuł się coraz gorzej. Usadowiono go w ciepłej maszynowni, ale po dwóch dniach zmarł z upływu krwi. Pośmiertnie został nagrodzony królewskim listem pochwalnym .
W związku z tym, że załoga nie otrzymała żadnej pomocy od innego statku, mogła się ubiegać podczas rozprawy przed Wydziałem ds. Spadkowych, Rozwodowych i Morskich Sądu Najwyższego  o pieniądze od firm ubezpieczeniowych za uratowanie statku i ładunku. Ładunek (głównie paliwa płynne) został wyceniony na 60 000 GBP. Statek, niemal nowy, wart był 250 000 GBP. Sąd Najwyższy zasądził na rzecz powodów 14 700 GBP: 2000 otrzymał II oficer Hawkins; 1000 rodzina Joe Boyle'a. Również 1000 dostał 26-letni Oswald Ross Preston, Amerykanin, ponieważ odegrał „wspaniałą” rolę na początku starcia.
II oficer Hawkins otrzymał też na pamiątkę poszarpaną banderę statku, a ponadto, za bohaterstwo, Order Imperium Brytyjskiego (OBE)  . I mechanik Charles Pollard i asystent pokładowy John Lewis Jones zostali nagrodzeni Medalami LLoyda za Odwagę na Morzu . „San Demetrio” po remoncie w stoczni wrócił do służby.

## Zatopienie
14 marca 1942 roku „San Demetrio” płynął bez eskorty z Baltimore w stanie Maryland do Wielkiej Brytanii via Halifax, z ładunkiem 4000 ton etanolu i 7000 ton paliw lotniczych . 17 marca znajdował się na północny zachód od Cape Charles w Wirginii, gdy został storpedowany przez niemieckiego U-Boota „U-404”. Zginęło 16 członków załogi i 3 artylerzystów , zaś 6 marynarzy odniosło rany , ale pozostałym członkom załogi udało się zwodować dwie łodzie ratunkowe , a dwa dni później amerykański zbiornikowiec SS „Beta” uratował kapitana, 26 marynarzy i 5 artylerzystów, zabierając ich do Norfolk .

## W kulturze
Przejścia załogi statku zostały przedstawione w filmie fabularnym San Demetrio London z roku 1943, a w rolach głównych wystąpili Walter Fitzgerald, Mervyn Johns, Ralph Michael i Robert Beatty. Był to jeden z nielicznych filmów poświęconych losom marynarzy flot handlowych w czasie wojny.